# 가모촌 (이시카와현)
가모촌(加茂村)은 이시카와현 하쿠이군에 설치되었던 촌이다.